# 扎奇环形山
扎奇环形山（Zach）是月球正面南部高地上一座古老的大撞击坑，约形成于39.2亿－38.5亿年前的酒海纪，其名称取自十九世纪匈牙利天文学家弗朗茨·克萨韦尔·冯·扎奇（Franz Xaver von Zach，1754年－1832年），1935年被国际天文学联合会批准接受。

## 描述
该陨坑西北毗邻德吕克陨石坑、北面靠近里利乌斯环形山、彭特兰环形山位于它的东南、而它的南面则横亘着巨大的克拉维斯环形山。该陨坑中心月面坐标为60°55′S 5°15′E / 60.92°S 5.25°E，直径68.54公里，深约3.73公里。
扎奇环形山的内侧壁显示有突出的阶地状结构，而外侧壁却因小陨坑的撞击而有所缩进。沿东北、西南和南侧壁都附靠有撞击坑，而西侧坑壁则覆盖了一对重叠坑。该陨坑坑壁平均高出周边地形1270米，内部容积约4145.8公里³。陨底表面相对平坦，散布有一些细小的月坑，中心点偏北部坐落了一座双峰山。

## 卫星陨石坑
按惯例，最靠近扎奇环形山的卫星坑将在月图上以字母标注在它的中心点旁边。
| 扎奇 | 纬度    | 经度   | 直径    |
| ---- | ------- | ------ | ------- |
| A    | 62.5° S | 5.1° E | 36 公里 |
| B    | 58.6° S | 3.0° E | 32 公里 |
| C    | 58.5° S | 1.3° E | 13 公里 |
| D    | 62.1° S | 7.9° E | 32 公里 |
| E    | 59.4° S | 6.3° E | 24 公里 |
| F    | 60.0° S | 3.2° E | 28 公里 |
| G    | 58.4° S | 0.5° E | 6 公里  |
| H    | 59.0° S | 2.9° E | 7 公里  |
| J    | 57.4° S | 4.7° E | 11 公里 |
| K    | 57.4° S | 6.2° E | 9 公里  |
| L    | 58.1° S | 6.9° E | 16 公里 |
| M    | 57.1° S | 7.0° E | 5 公里  |